# Петраковка (Брянская область)
Петраковка — деревня в Гордеевском районе Брянской области, в составе Рудневоробьёвского сельского поселения. Расположена в 1,5 км к юго-востоку от деревни Старая Полона. Население — 11 человек (2010).

## История
Упоминается с конца XVIII века (первоначальные названия — Петровка, Жарновка). С 1861 по 1924 в Уношевской волости Суражского (с 1921 — Клинцовского) уезда, в 1924—1929 в Гордеевской волости; с 1929 в Гордеевском районе, а в период его временного расформирования — в Клинцовском (1963—1966), Красногорском (1967—1985) районе. С 1920-х гг. по 2005 в Старополонском сельсовете.
| Годы      | 1859 | 1897 | 1926 | 1979 | 1989 | 2002 | 2010 |
| --------- | ---- | ---- | ---- | ---- | ---- | ---- | ---- |
| Население | 129  | 173  | 221  | 64   | 41   | 22   | 11   |